# Booking.com
Booking.com és una agència de viatges en línia holandesa per a reserves d'allotjament i altres productes de viatge, i una filial de Booking Holdings. Té la seu a Amsterdam.
El lloc web té més de 28 milions d'allotjaments indexats i està disponible en 43 idiomes.

## Història
Booking.com es va formar quan Bookings.nl, fundada l'any 1996 per Geert-Jan Bruinsma, es va fusionar l'any 2000 amb Bookings Online, fundada per Sicco i Alec Behrens, Marijn Muyser i Bas Lemmens, que operava com Bookings.org. El nom i l'URL es van canviar a Booking.com i Stef Noorden va ser nomenat director general. L'any 1997, Bruinsma va voler penjar un anunci a De Telegraaf, el diari holandès de més tirada. L'anunci va ser rebutjat perquè De Telegraaf només acceptava anuncis amb un número de telèfon, no amb un lloc web. El 2002, Expedia es va negar a comprar bookings.nl.
El juliol de 2005, l'empresa va ser adquirida per Priceline Group (ara anomenada Booking Holdings) per 133 milions de dòlars, i més tard va cooperar amb ActiveHotels.com, una empresa europea de reserves d'hotels en línia, comprada per Priceline Group 9 mesos abans per 161 milions de dòlars el setembre de 2004.
El 2006, Active Hotels Limited va canviar oficialment el seu nom a Booking.com Limited. Les integracions de Booking.com i Active Hotels van ajudar amb èxit a la matriu a millorar la seva posició financera d'una pèrdua de 19 milions de dòlars el 2002 a 1.100 milions de dòlars de beneficis el 2011. Aquesta adquisició va ser elogiada per algunes xarxes socials com "la millor adquisició de la història d'Internet". ja que cap altra adquisició al mercat de viatges digitals havia demostrat ser tan rendible.
Darren Huston va ser nomenat conseller delegat de Booking.com el setembre de 2011 per la seva empresa matriu i també va exercir com a president i conseller delegat de Booking Holdings des de l'1 de gener de 2014 fins a la seva dimissió el 28 d'abril de 2016 després que es fes pública la seva relació amb un empleat.